# Arqueta de sant Esteve
L'Arqueta de sant Esteve és una arqueta feta a Llemotges, cap a 1210-1220, que actualment forma part de la col·lecció permanent del Museu Nacional d'Art de Catalunya.
L'arqueta és un dels objectes que servien per a guardar relíquies a les esglésies; aquesta, concretament, dedicada a sant Esteve, és un dels nombrosos exemplars d'aquesta tipologia que sorgiren de les manufactures de Llemotges. Per diversos motius, aquest centre es va constituir en un dels grans focus de producció d'objectes per al culte i la litúrgia, treballats en metall i esmaltats.
El culte a les relíquies es va desenvolupar des dels inicis del cristianisme i va assolir una gran força durant l'alta edat mitjana. Les relíquies no sols podien ser restes de cossos atribuïts a personatges sants, sinó també suposats fragments de la seva indumentària o d'instruments dels seus martiris. També podien ser records relacionats amb el pelegrinatge, especialment a Terra Santa, i, evidentment, fragments de la creu on Crist hauria estat crucificat.
L'arqueta de sant Esteve és una peça que, com en nombrosos casos de la seva tipologia, és d'estructura arquitectònica, constituïda per una caixa paral·lelepipèdica i una coberta a dos vessants. En aquest cas, però, les dimensions són modestes i la composició general força sintètica. El costat principal conté escenes de la vida de sant Esteve: la detenció i conducció al martiri, a la zona de la coberta, i la seva lapidació, al pla vertical. El to daurat de les figures contrasta hàbilment amb els camps de color, en què destaquen els blaus, especialment el del fons. L'església d'on procedeix aquesta arqueta no es coneix, si bé és versemblant pensar que estava destinada a un altar o a un temple dedicat a aquest sant, que a Llemotges va ser objecte d'un culte important.